# Lubsza (Opole)
Pour les articles homonymes, voir Lubsza.
Lubsza est une localité polonaise du gmina de Lubsza et située dans le powiat de Brzeg (voïvodie d'Opole).